# Forscherexpress
Der Forscherexpress ist eine wöchentliche Wissenssendung für Kinder im ORF. Sendestart war am 17. Jänner 2004. Moderiert wurde die Sendung von Kati Bellowitsch und Thomas Brezina, die Phänomene und Rätsel der Wissenschaft auf kindgerechte Weise erklären. Dazu gehören Experimente, Feldforschung und virtuelle Zeitreisen in die Vergangenheit.
Learning by Doing wird in der Sendung großgeschrieben. Die Kinder werden zu aktiven Zuschauern: sie werden angehalten, die Experimente nachzumachen. Im Juli 2005 erschien ein Buch beim Ravensburger Verlag, das die interessantesten Experimentieranleitungen enthält.
Die erfolgreichste Eigenproduktion des ORF im Jahre 2004 für Kinder war Forscherexpress, gefolgt von Tom Turbo: der „Vater“ dieser Sendungen, Thomas Brezina wurde dafür mit dem Romy-Preis geehrt.
Außerdem ist die Sendung im Mai 2005 beim WorldFest 2005 in Houston, Texas („... quality film festival for the Independent filmmakers“) in der Kategorie „TV-Special Family/Children“ mit der höchsten Awardkategorie, der Auszeichnung in Platin geehrt worden. Die Sendung war auch in der Kategorie „Educational Programmes“ im Hauptbewerb des „Prix Danube“, der vom 22. bis zum 28. September 2005 in Pressburg stattfand nominiert.
Vom 17. September 2005 bis zum 25. Juli 2008 wurde sie auch bei Nick regelmäßig ausgestrahlt.
Ab dem 13. September 2008 wurden neue Folgen des Forscherexpress, die seit Juni 2008 produziert wurden, im neuen Kinderprogramm des ORF, okidoki, ausgestrahlt.
Vom 7. Oktober 2007 bis zum 30. August 2013 wurde der Express auch auf Arte ausgestrahlt. Auch der katarische Sender Al Jazeera Children zeigte einige Folgen.
2008 stellte der ORF die Produktion der Sendung aus Sparmaßnahmen ein.

## Gliederung
Um die Wissenschaft für alle Zuseher noch interessanter zu machen, wird die Sendung in einzelne Bereiche aufgeteilt:
- Blitzidee: Hierbei stellt jeweils, abwechselnd pro Sendung, einer der beiden Moderatoren dem anderen eine knifflige Aufgabe, die gleich am Beginn der Sendung gezeigt wird, aber erst am Sendeschluss vom ratenden Moderator gelöst wird. So wird ermöglicht, dass die Kinder die ganze Zeit über rätseln können, wie die Aufgabe gelöst werden kann.

- Bau dir etwas: Einfache Dinge wie zum Beispiel eine „Bumerangdose“ oder ein „Saftspender am Faden“ werden hier von Kati und Thomas gebaut.

- Experiment: Dieser Bereich handelt Allgemein über die Welt von Experimenten, Zeitreisen und alltäglichen Dingen.